# القوات الخاصة السرية
القوات الخاصة السرية. هي فريق عسكري خاص لإنجاز المهام الصعبة في مجابهة العدو في كنف السرية التامة، عادة ما تحاط هذه القوات بالسرية ولا يكشف عنها أو عن كيفية تدريبها أو عن المهام الموكلة إليها.
- فرقة العمليات الخاصة

تعد هذه الفرقة من الأسماء التي اشتهرت في الإعلام بمداهمتها التنظيمات الارهابية في العراق وأفغانستان في ذروة الحرب.
وهناك توقعات بعودة هذه القوات لإجراء عمليات ضد تنظيم «داعش» لتدميره.
- وحدات العمليات الخاصة الروسية (سبيتسناز).

هي وحدات لديها تاريخ طويل من الإنجازات التي يرجع تاريخها حتى إلى مناطق بعيدة مثل الحرب الأهلية الإسبانية. وكان دورها الأساسي حتى وقت قريب يقتصر على توفير الدعم للقوات البرية من خلال جمع المعلومات الاستخباراتية وتدمير المنشآت الرئيسية العملياتية والإستراتيجية خلف خطوط العدو .

## روابط خارجية
- Под грифом секретно. Работа бойцов российских сил специальных операций в Сирии. Уникальные кадры على يوتيوب.